# Nelly Furtado/Auszeichnungen für Musikverkäufe

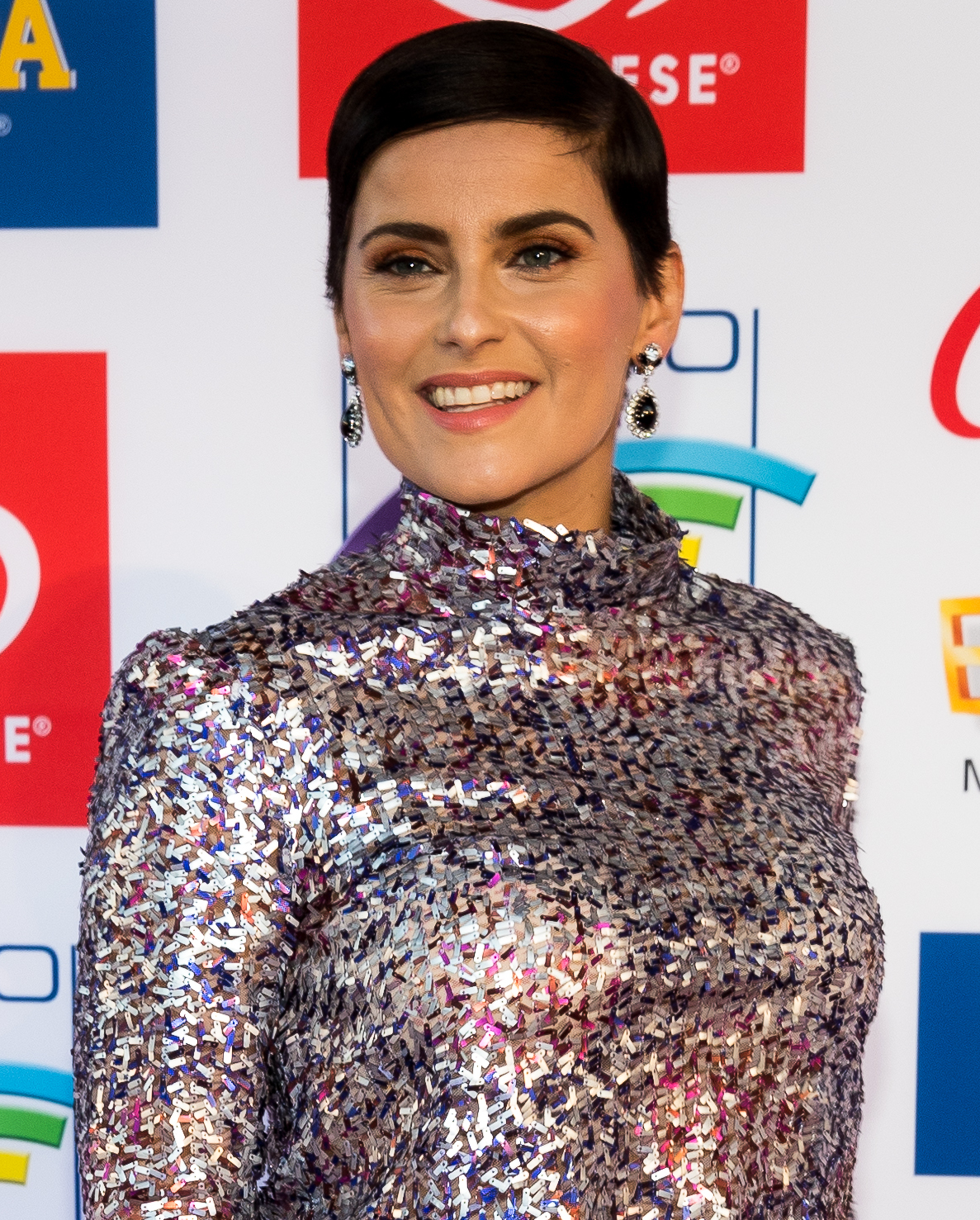
Nelly Furtado in der Manchester Arena (2017)

Dies ist eine Übersicht über die Auszeichnungen für Musikverkäufe der portugiesisch-kanadischen Sängerin Nelly Furtado. Die Auszeichnungen finden sich nach ihrer Art (Gold, Platin usw.), nach Staaten getrennt in chronologischer Reihenfolge, geordnet sowie nach den Tonträgern selbst, ebenfalls in chronologischer Reihenfolge, getrennt nach Medium (Alben, Singles usw.), wieder.

## Auszeichnungen
| - Vereinigtes Königreich - 2013: für die Single Morning After Dark - 2014: für die Single All Good Things (Come to an End) - 2020: für die Single Turn Off The Light - Australien - 2006: für die Single Maneater - 2010: für die Single Morning After Dark - 2024: für die Single Eat Your Man - Belgien - 2007: für die Single Promiscuous - 2007: für das Album Folklore - 2007: für die Single All Good Things (Come to an End) - 2007: für die Single Maneater - 2007: für die Single Say It Right - 2007: für das Album Whoa, Nelly! - 2007: für die Single Give It to Me - Brasilien - 2009: für das Album Loose - 2024: für die Single Broken Strings - 2024: für die Single All Good Things (Come to an End) - Dänemark - 2001: für das Album Whoa, Nelly! - 2023: für die Single I’m Like a Bird - Deutschland - 2002: für das Album Whoa, Nelly! - 2009: für das Album Mi Plan - 2018: für die Single Morning After Dark - 2023: für das Album The Best of Nelly Furtado - 2023: für die Single Powerless (Say What You Want) - Finnland - 2007: für das Album Loose - Griechenland - 2007: für das Album Loose - Italien - 2018: für die Single Broken Strings - 2021: für die Single Promiscuous - 2023: für die Single Say It Right - 2023: für die Single Maneater - 2025: für das Album Loose - Kanada - 2012: für die Single Big Hoops (Bigger The Better) - 2021: für die Single Try - 2024: für die Single Eat Your Man - Mexiko - 2001: für das Album Whoa, Nelly! - 2006: für das Album Loose - 2021: für die Single Manos al Aire - Neuseeland - 2001: für die Single Turn Off The Light - 2004: für das Album Folklore - 2007: für die Single Give It to Me - 2012: für die Single Is Anybody Out There? - Niederlande - 2002: für das Album Whoa, Nelly! - 2004: für das Album Folklore - Norwegen - 2002: für die Single Turn Off The Light - 2002: für das Album Whoa, Nelly! - 2007: für die Single Give It to Me - Polen - 2009: für das Album Mi Plan - 2010: für das Album The Best of Nelly Furtado - Portugal - 2004: für das Album Folklore - Schweden - 2007: für die Single Promiscuous - 2007: für die Single All Good Things (Come to an End) - 2007: für das Album Loose - 2007: für die Single Say It Right - Schweiz - 2001: für die Single Turn Off The Light - 2007: für die Single Maneater - 2007: für die Single Say It Right - 2009: für die Single Broken Strings - 2009: für das Album Mi Plan - Singapur - 2021: für das Album Loose - Spanien - 2007: für das Album Loose - 2009: für die Single Broken Strings - 2009: für die Single Manos al Aire - 2024: für die Single Promiscuous - 2024: für die Single Fotografía - 2024: für die Single Maneater - Vereinigte Staaten - 2007: für das Album Folklore - 2015: für die Single Jump - 2022: für die Single All Good Things (Come to an End) - Vereinigtes Königreich - 2004: für das Album Folklore - 2020: für das Album The Best of Nelly Furtado | - Australien - 2001: für die Single Turn Off The Light - 2007: für die Single Say It Right - Brasilien - 2024: für die Single Give It to Me - 2024: für die Single Maneater - Dänemark - 2006: für die Single Maneater - 2007: für die Single Promiscuous - 2007: für die Single All Good Things (Come to an End) - 2007: für die Single Say It Right - 2007: für die Single Give It to Me - 2020: für die Single Broken Strings - Deutschland - 2018: für die Single Broken Strings - 2018: für die Single Maneater - Frankreich - 2007: für das Album Loose - Irland - 2006: für das Album Loose - Kanada - 2004: für das Album Folklore - 2012: für die Single Is Anybody Out There? - 2021: für die Single All Good Things (Come to an End) - Mexiko - 2021: für die Single Maneater - 2021: für die Single Say It Right - Niederlande - 2007: für das Album Loose - Norwegen - 2007: für die Single All Good Things (Come to an End) - 2007: für die Single Say It Right - 2007: für das Album Loose - Portugal - 2007: für das Album Loose in Concert - 2007: für das Videoalbum Loose in Concert - Schweden - 2006: für die Single Maneater - Schweiz - 2002: für das Album Whoa, Nelly! - 2005: für das Album Folklore - 2007: für die Single All Good Things (Come to an End) - 2009: für die Single Give It to Me - Spanien - 2008: für die Single All Good Things (Come to an End) - Vereinigte Staaten - 2006: für den Mastertone Promiscuous - 2007: für den Mastertone Say It Right - 2009: für das Album Mi Plan (Latin) - 2022: für die Single I’m Like a Bird - Vereinigtes Königreich - 2020: für die Single I’m Like a Bird - 2023: für die Single Give It to Me - Deutschland - 2023: für die Single Promiscuous - 2023: für die Single Give It to Me - 2025: für die Single Say It Right | - Australien - 2001: für die Single I’m Like a Bird - 2001: für das Album Whoa, Nelly! - 2007: für das Album Loose - Belgien - 2008: für das Album Loose - Deutschland - 2018: für die Single All Good Things (Come to an End) - 2023: für das Album Folklore - Europa - 2002: für das Album Whoa, Nelly! - Irland - 2001: für das Album Whoa, Nelly! - Kanada - 2024: für die Single Give It to Me - 2024: für die Single I’m Like a Bird - Neuseeland - 2015: für die Single Broken Strings - 2023: für die Single Maneater - 2024: für die Single I’m Like a Bird - Österreich - 2009: für das Album Loose - Portugal - 2007: für das Album Loose - Südafrika - 2002: für das Album Whoa, Nelly! - Ungarn - 2007: für das Album Loose - Vereinigte Staaten - 2002: für das Album Whoa, Nelly! - 2022: für die Single Maneater - Vereinigtes Königreich - 2002: für das Album Whoa, Nelly! - 2025: für die Single Say It Right - Europa - 2007: für das Album Loose - Kanada - 2006: für den Mastertone Promiscuous - Neuseeland - 2002: für das Album Whoa, Nelly! - 2023: für das Album Loose - 2024: für die Single Say It Right - Rumänien - 2008: für das Album Loose - Spanien - 2008: für die Single Say It Right - Vereinigte Staaten - 2022: für das Album Loose - 2023: für die Single Give It to Me - Vereinigtes Königreich - 2024: für die Single Promiscuous - 2025: für die Single Broken Strings - 2025: für die Single Maneater - Dänemark - 2024: für das Album Loose - Kanada - 2002: für das Album Whoa, Nelly! - 2024: für die Single Say It Right - Vereinigte Staaten - 2022: für die Single Say It Right - Vereinigtes Königreich - 2024: für das Album Loose - Kanada - 2024: für die Single Maneater - Schweiz - 2008: für das Album Loose - Australien - 2021: für die Single Promiscuous - Deutschland - 2024: für das Album Loose - Kanada - 2021: für das Album Loose - Neuseeland - 2025: für die Single Promiscuous - Vereinigte Staaten - 2022: für die Single Fotografía (Latin) - Russland - 2009: für das Album Loose - Vereinigte Staaten - 2022: für die Single Promiscuous - Kanada - 2024: für die Single Promiscuous - Brasilien - 2024: für die Single Promiscuous - 2024 für die Single Say It Right - Polen - 2008: für das Album Loose |

## Auszeichnungen nach Alben

### Whoa, Nelly!
| Land/Region                  | Auszeichnungen für Musikverkäufe (Land/Region, Auszeichnung, Verkäufe) | Verkäufe  |
| ---------------------------- | ---------------------------------------------------------------------- | --------- |
| Australien (ARIA)            | 2× Platin                                                              | 140.000   |
| Belgien (BRMA)               | Gold                                                                   | (25.000)  |
| Dänemark (IFPI)              | Gold                                                                   | (25.000)  |
| Deutschland (BVMI)           | Gold                                                                   | (150.000) |
| Europa (IFPI)                | 2× Platin                                                              | 2.000.000 |
| Irland (IRMA)                | 2× Platin                                                              | (30.000)  |
| Kanada (MC)                  | 4× Platin                                                              | 400.000   |
| Mexiko (AMPROFON)            | Gold                                                                   | 75.000    |
| Neuseeland (RMNZ)            | 3× Platin                                                              | 45.000    |
| Niederlande (NVPI)           | Gold                                                                   | (40.000)  |
| Norwegen (IFPI)              | Gold                                                                   | (25.000)  |
| Schweiz (IFPI)               | Platin                                                                 | (50.000)  |
| Südafrika (RISA)             | 2× Platin                                                              | 100.000   |
| Vereinigte Staaten (RIAA)    | 2× Platin                                                              | 2.500.000 |
| Vereinigtes Königreich (BPI) | 2× Platin                                                              | (600.000) |
| Insgesamt                    | 6× Gold · 20× Platin ·                                                 | 5.260.000 |

### Folklore
| Land/Region                  | Auszeichnungen für Musikverkäufe (Land/Region, Auszeichnung, Verkäufe) | Verkäufe  |
| ---------------------------- | ---------------------------------------------------------------------- | --------- |
| Belgien (BRMA)               | Gold                                                                   | 25.000    |
| Deutschland (BVMI)           | 2× Platin                                                              | 400.000   |
| Kanada (MC)                  | Platin                                                                 | 100.000   |
| Neuseeland (RMNZ)            | Gold                                                                   | 7.500     |
| Niederlande (NVPI)           | Gold                                                                   | 40.000    |
| Portugal (AFP)               | Gold                                                                   | 20.000    |
| Schweiz (IFPI)               | Platin                                                                 | 30.000    |
| Vereinigte Staaten (RIAA)    | Gold                                                                   | 500.000   |
| Vereinigtes Königreich (BPI) | Gold                                                                   | 239.000   |
| Insgesamt                    | 6× Gold · 4× Platin ·                                                  | 1.361.500 |

### Loose
| Land/Region                  | Auszeichnungen für Musikverkäufe (Land/Region, Auszeichnung, Verkäufe) | Verkäufe    |
| ---------------------------- | ---------------------------------------------------------------------- | ----------- |
| Australien (ARIA)            | 2× Platin                                                              | 140.000     |
| Belgien (BRMA)               | 2× Platin                                                              | 100.000     |
| Brasilien (PMB)              | Gold                                                                   | 30.000      |
| Dänemark (IFPI)              | 4× Platin                                                              | 80.000      |
| Deutschland (BVMI)           | 6× Platin                                                              | 1.200.000   |
| Europa (IFPI)                | 3× Platin                                                              | (3.000.000) |
| Finnland (IFPI)              | Gold                                                                   | 18.800      |
| Frankreich (SNEP)            | Platin                                                                 | 200.000     |
| Griechenland (IFPI)          | Gold                                                                   | 7.500       |
| Irland (IRMA)                | Platin                                                                 | 15.000      |
| Italien (FIMI)               | Gold                                                                   | 205.400     |
| Kanada (MC)                  | 6× Platin                                                              | 600.000     |
| Mexiko (AMPROFON)            | Gold                                                                   | 50.000      |
| Neuseeland (RMNZ)            | 3× Platin                                                              | 45.000      |
| Niederlande (NVPI)           | Platin                                                                 | 70.000      |
| Norwegen (IFPI)              | Platin                                                                 | 30.000      |
| Österreich (IFPI)            | 2× Platin                                                              | 60.000      |
| Polen (ZPAV)                 | Diamant                                                                | 100.000     |
| Portugal (AFP)               | 2× Platin                                                              | 40.000      |
| Rumänien (UFPR)              | 3× Platin                                                              | 12.000      |
| Russland (NFPF)              | 7× Platin                                                              | 140.000     |
| Schweden (IFPI)              | Gold                                                                   | 20.000      |
| Schweiz (IFPI)               | 5× Platin                                                              | 150.000     |
| Singapur (RIAS)              | Gold                                                                   | 5.000       |
| Spanien (Promusicae)         | Gold                                                                   | 40.000      |
| Ungarn (MAHASZ)              | 2× Platin                                                              | 12.000      |
| Vereinigte Staaten (RIAA)    | 3× Platin                                                              | 3.000.000   |
| Vereinigtes Königreich (BPI) | 4× Platin                                                              | 1.200.000   |
| Insgesamt                    | 8× Gold · 58× Platin · 1× Diamant ·                                    | 10.569.900  |

### Loose in Concert
| Land/Region    | Auszeichnungen für Musikverkäufe (Land/Region, Auszeichnung, Verkäufe) | Verkäufe |
| -------------- | ---------------------------------------------------------------------- | -------- |
| Portugal (AFP) | Platin                                                                 | 15.000   |
| Insgesamt      | 1× Platin ·                                                            | 15.000   |

### Mi plan
| Land/Region               | Auszeichnungen für Musikverkäufe (Land/Region, Auszeichnung, Verkäufe) | Verkäufe |
| ------------------------- | ---------------------------------------------------------------------- | -------- |
| Deutschland (BVMI)        | Gold                                                                   | 100.000  |
| Polen (ZPAV)              | Gold                                                                   | 10.000   |
| Schweiz (IFPI)            | Gold                                                                   | 15.000   |
| Vereinigte Staaten (RIAA) | Platin                                                                 | 60.000   |
| Insgesamt                 | 4× Gold · 1× Platin ·                                                  | 185.000  |

### The Best of Nelly Furtado
| Land/Region                  | Auszeichnungen für Musikverkäufe (Land/Region, Auszeichnung, Verkäufe) | Verkäufe |
| ---------------------------- | ---------------------------------------------------------------------- | -------- |
| Deutschland (BVMI)           | Gold                                                                   | 100.000  |
| Polen (ZPAV)                 | Gold                                                                   | 10.000   |
| Vereinigtes Königreich (BPI) | Gold                                                                   | 100.000  |
| Insgesamt                    | 3× Gold ·                                                              | 210.000  |

## Auszeichnungen nach Singles

### I’m Like a Bird
| Land/Region                  | Auszeichnungen für Musikverkäufe (Land/Region, Auszeichnung, Verkäufe) | Verkäufe  |
| ---------------------------- | ---------------------------------------------------------------------- | --------- |
| Australien (ARIA)            | 2× Platin                                                              | 140.000   |
| Dänemark (IFPI)              | Gold                                                                   | 45.000    |
| Kanada (MC)                  | 2× Platin                                                              | 160.000   |
| Neuseeland (RMNZ)            | 2× Platin                                                              | 60.000    |
| Vereinigte Staaten (RIAA)    | Platin                                                                 | 1.000.000 |
| Vereinigtes Königreich (BPI) | Platin                                                                 | 600.000   |
| Insgesamt                    | 1× Gold · 8× Platin ·                                                  | 2.005.000 |

### Turn Off the Light
| Land/Region                  | Auszeichnungen für Musikverkäufe (Land/Region, Auszeichnung, Verkäufe) | Verkäufe |
| ---------------------------- | ---------------------------------------------------------------------- | -------- |
| Australien (ARIA)            | Platin                                                                 | 70.000   |
| Neuseeland (RMNZ)            | Gold                                                                   | 5.000    |
| Norwegen (IFPI)              | Gold                                                                   | 5.000    |
| Schweiz (IFPI)               | Gold                                                                   | 25.000   |
| Vereinigtes Königreich (BPI) | Silber                                                                 | 200.000  |
| Insgesamt                    | 1× Silber · 3× Gold · 1× Platin ·                                      | 305.000  |

### Fotografía
| Land/Region               | Auszeichnungen für Musikverkäufe (Land/Region, Auszeichnung, Verkäufe) | Verkäufe |
| ------------------------- | ---------------------------------------------------------------------- | -------- |
| Spanien (Promusicae)      | Gold                                                                   | 30.000   |
| Vereinigte Staaten (RIAA) | 6× Platin                                                              | 360.000  |
| Insgesamt                 | 1× Gold · 6× Platin ·                                                  | 390.000  |

### Powerless (Say What You Want)
| Land/Region        | Auszeichnungen für Musikverkäufe (Land/Region, Auszeichnung, Verkäufe) | Verkäufe |
| ------------------ | ---------------------------------------------------------------------- | -------- |
| Deutschland (BVMI) | Gold                                                                   | 150.000  |
| Insgesamt          | 1× Gold ·                                                              | 150.000  |

### Try
| Land/Region | Auszeichnungen für Musikverkäufe (Land/Region, Auszeichnung, Verkäufe) | Verkäufe |
| ----------- | ---------------------------------------------------------------------- | -------- |
| Kanada (MC) | Gold                                                                   | 40.000   |
| Insgesamt   | 1× Gold ·                                                              | 40.000   |

### Maneater
| Land/Region                  | Auszeichnungen für Musikverkäufe (Land/Region, Auszeichnung, Verkäufe) | Verkäufe  |
| ---------------------------- | ---------------------------------------------------------------------- | --------- |
| Australien (ARIA)            | Gold                                                                   | 35.000    |
| Belgien (BRMA)               | Gold                                                                   | 25.000    |
| Brasilien (PMB)              | Platin                                                                 | 60.000    |
| Dänemark (IFPI)              | Platin                                                                 | 8.000     |
| Deutschland (BVMI)           | Platin                                                                 | 300.000   |
| Italien (FIMI)               | Gold                                                                   | 50.000    |
| Kanada (MC)                  | 5× Platin                                                              | 400.000   |
| Mexiko (AMPROFON)            | Platin                                                                 | 60.000    |
| Neuseeland (RMNZ)            | 2× Platin                                                              | 60.000    |
| Schweden (IFPI)              | Platin                                                                 | 40.000    |
| Schweiz (IFPI)               | Gold                                                                   | 15.000    |
| Spanien (Promusicae)         | Gold                                                                   | 30.000    |
| Vereinigte Staaten (RIAA)    | 2× Platin                                                              | 2.000.000 |
| Vereinigtes Königreich (BPI) | 3× Platin                                                              | 1.800.000 |
| Insgesamt                    | 5× Gold · 17× Platin ·                                                 | 4.873.000 |

### Promiscuous
| Land/Region                  | Auszeichnungen für Musikverkäufe (Land/Region, Auszeichnung, Verkäufe) | Verkäufe   |
| ---------------------------- | ---------------------------------------------------------------------- | ---------- |
| Australien (ARIA)            | 6× Platin                                                              | 420.000    |
| Belgien (BRMA)               | Gold                                                                   | 25.000     |
| Brasilien (PMB)              | Diamant                                                                | 250.000    |
| Dänemark (IFPI)              | Platin                                                                 | 15.000     |
| Deutschland (BVMI)           | 3× Gold                                                                | 450.000    |
| Italien (FIMI)               | Gold                                                                   | 35.000     |
| Kanada (MC)                  | 9× Platin (Single) + 3× Platin (Mastertone)                            | 840.000    |
| Neuseeland (RMNZ)            | 6× Platin                                                              | 180.000    |
| Schweden (IFPI)              | Gold                                                                   | 10.000     |
| Spanien (Promusicae)         | Gold                                                                   | 30.000     |
| Vereinigte Staaten (RIAA)    | 7× Platin · + Platin (Mastertone)                                      | 8.000.000  |
| Vereinigtes Königreich (BPI) | 3× Platin                                                              | 1.800.000  |
| Insgesamt                    | 5× Gold · 37× Platin · 1× Diamant ·                                    | 12.055.000 |

### All Good Things (Come to an End)
| Land/Region                  | Auszeichnungen für Musikverkäufe (Land/Region, Auszeichnung, Verkäufe) | Verkäufe  |
| ---------------------------- | ---------------------------------------------------------------------- | --------- |
| Belgien (BRMA)               | Gold                                                                   | 25.000    |
| Brasilien (PMB)              | Gold                                                                   | 30.000    |
| Dänemark (IFPI)              | Platin                                                                 | 15.000    |
| Deutschland (BVMI)           | 2× Platin                                                              | 600.000   |
| Italien (FIMI)               | —                                                                      | 51.600    |
| Kanada (MC)                  | Platin                                                                 | 80.000    |
| Norwegen (IFPI)              | Gold                                                                   | 5.000     |
| Schweden (IFPI)              | Gold                                                                   | 20.000    |
| Schweiz (IFPI)               | Platin                                                                 | 30.000    |
| Spanien (Promusicae)         | Platin                                                                 | 20.000    |
| Vereinigte Staaten (RIAA)    | Gold                                                                   | 500.000   |
| Vereinigtes Königreich (BPI) | Silber                                                                 | 200.000   |
| Insgesamt                    | 1× Silber · 5× Gold · 6× Platin ·                                      | 1.576.400 |

### Say It Right
| Land/Region                  | Auszeichnungen für Musikverkäufe (Land/Region, Auszeichnung, Verkäufe) | Verkäufe  |
| ---------------------------- | ---------------------------------------------------------------------- | --------- |
| Australien (ARIA)            | Platin                                                                 | 70.000    |
| Belgien (BRMA)               | Gold                                                                   | 25.000    |
| Brasilien (PMB)              | Diamant                                                                | 250.000   |
| Dänemark (IFPI)              | Platin                                                                 | 15.000    |
| Deutschland (BVMI)           | 3× Gold                                                                | 900.000   |
| Finnland (IFPI)              | —                                                                      | 4.580     |
| Italien (FIMI)               | Gold                                                                   | 50.000    |
| Kanada (MC)                  | 4× Platin                                                              | 320.000   |
| Mexiko (AMPROFON)            | Platin                                                                 | 60.000    |
| Neuseeland (RMNZ)            | 3× Platin                                                              | 90.000    |
| Norwegen (IFPI)              | Platin                                                                 | 10.000    |
| Schweden (IFPI)              | Gold                                                                   | 20.000    |
| Schweiz (IFPI)               | Gold                                                                   | 15.000    |
| Spanien (Promusicae)         | 3× Platin                                                              | 60.000    |
| Vereinigte Staaten (RIAA)    | 4× Platin · + Platin (Mastertone)                                      | 5.000.000 |
| Vereinigtes Königreich (BPI) | 2× Platin                                                              | 1.200.000 |
| Insgesamt                    | 5× Gold · 22× Platin · 1× Diamant ·                                    | 8.089.580 |

### Give It to Me
| Land/Region                  | Auszeichnungen für Musikverkäufe (Land/Region, Auszeichnung, Verkäufe) | Verkäufe  |
| ---------------------------- | ---------------------------------------------------------------------- | --------- |
| Belgien (BRMA)               | Gold                                                                   | 25.000    |
| Brasilien (PMB)              | Platin                                                                 | 60.000    |
| Dänemark (IFPI)              | Platin                                                                 | 15.000    |
| Deutschland (BVMI)           | 3× Gold                                                                | 450.000   |
| Kanada (MC)                  | 2× Platin                                                              | 160.000   |
| Neuseeland (RMNZ)            | Gold                                                                   | 7.500     |
| Norwegen (IFPI)              | Gold                                                                   | 5.000     |
| Schweiz (IFPI)               | Platin                                                                 | 30.000    |
| Vereinigte Staaten (RIAA)    | 3× Platin                                                              | 3.000.000 |
| Vereinigtes Königreich (BPI) | Platin                                                                 | 600.000   |
| Insgesamt                    | 4× Gold · 10× Platin ·                                                 | 4.352.500 |

### Broken Strings
| Land/Region                  | Auszeichnungen für Musikverkäufe (Land/Region, Auszeichnung, Verkäufe) | Verkäufe  |
| ---------------------------- | ---------------------------------------------------------------------- | --------- |
| Brasilien (PMB)              | Gold                                                                   | 30.000    |
| Dänemark (IFPI)              | Platin                                                                 | 90.000    |
| Deutschland (BVMI)           | Platin                                                                 | 300.000   |
| Italien (FIMI)               | Gold                                                                   | 25.000    |
| Neuseeland (RMNZ)            | 2× Platin                                                              | 30.000    |
| Schweiz (IFPI)               | Gold                                                                   | 15.000    |
| Spanien (Promusicae)         | Gold                                                                   | 20.000    |
| Vereinigtes Königreich (BPI) | 3× Platin                                                              | 1.800.000 |
| Insgesamt                    | 4× Gold · 7× Platin ·                                                  | 2.310.000 |

### Manos al Aire
| Land/Region          | Auszeichnungen für Musikverkäufe (Land/Region, Auszeichnung, Verkäufe) | Verkäufe |
| -------------------- | ---------------------------------------------------------------------- | -------- |
| Mexiko (AMPROFON)    | Gold                                                                   | 30.000   |
| Spanien (Promusicae) | Gold                                                                   | 20.000   |
| Insgesamt            | 2× Gold ·                                                              | 50.000   |

### Jump
| Land/Region               | Auszeichnungen für Musikverkäufe (Land/Region, Auszeichnung, Verkäufe) | Verkäufe |
| ------------------------- | ---------------------------------------------------------------------- | -------- |
| Vereinigte Staaten (RIAA) | Gold                                                                   | 500.000  |
| Insgesamt                 | 1× Gold ·                                                              | 500.000  |

### Morning After Dark
| Land/Region                  | Auszeichnungen für Musikverkäufe (Land/Region, Auszeichnung, Verkäufe) | Verkäufe |
| ---------------------------- | ---------------------------------------------------------------------- | -------- |
| Australien (ARIA)            | Gold                                                                   | 35.000   |
| Deutschland (BVMI)           | Gold                                                                   | 150.000  |
| Vereinigtes Königreich (BPI) | Silber                                                                 | 200.000  |
| Insgesamt                    | 1× Silber · 2× Gold ·                                                  | 385.000  |

### Is Anybody Out There?
| Land/Region       | Auszeichnungen für Musikverkäufe (Land/Region, Auszeichnung, Verkäufe) | Verkäufe |
| ----------------- | ---------------------------------------------------------------------- | -------- |
| Kanada (MC)       | Platin                                                                 | 80.000   |
| Neuseeland (RMNZ) | Gold                                                                   | 7.500    |
| Insgesamt         | 1× Gold · 1× Platin ·                                                  | 87.500   |

### Big Hoops (Bigger the Better)
| Land/Region | Auszeichnungen für Musikverkäufe (Land/Region, Auszeichnung, Verkäufe) | Verkäufe |
| ----------- | ---------------------------------------------------------------------- | -------- |
| Kanada (MC) | Gold                                                                   | 40.000   |
| Insgesamt   | 1× Gold ·                                                              | 40.000   |

### Eat Your Man
| Land/Region       | Auszeichnungen für Musikverkäufe (Land/Region, Auszeichnung, Verkäufe) | Verkäufe |
| ----------------- | ---------------------------------------------------------------------- | -------- |
| Australien (ARIA) | Gold                                                                   | 35.000   |
| Kanada (MC)       | Gold                                                                   | 40.000   |
| Insgesamt         | 2× Gold ·                                                              | 75.000   |

## Auszeichnungen nach Videoalben

### Loose in Concert
| Land/Region    | Auszeichnungen für Musikverkäufe (Land/Region, Auszeichnung, Verkäufe) | Verkäufe |
| -------------- | ---------------------------------------------------------------------- | -------- |
| Portugal (AFP) | Platin                                                                 | 8.000    |
| Insgesamt      | 1× Platin ·                                                            | 8.000    |

## Statistik und Quellen
| Land/RegionAuszeichnungen für Musikverkäufe (Land/Region, Auszeichnungen, Verkäufe, Quellen) | Silber     | Gold       | Platin         | Diamant     | Verkäufe    | Quellen                                                   |
| -------------------------------------------------------------------------------------------- | ---------- | ---------- | -------------- | ----------- | ----------- | --------------------------------------------------------- |
| Australien (ARIA)                                                                            | —          | 3× Gold3   | 14× Platin14   | —           | 1.085.000   | aria.com.au                                               |
| Belgien (BRMA)                                                                               | —          | 7× Gold7   | 2× Platin2     | —           | 275.000     | ultratop.be                                               |
| Brasilien (PMB)                                                                              | —          | 3× Gold3   | 2× Platin2     | 2× Diamant2 | 710.000     | pro-musicabr.org.br                                       |
| Dänemark (IFPI)                                                                              | —          | 2× Gold2   | 10× Platin10   | —           | 308.000     | ifpi.dk                                                   |
| Deutschland (BVMI)                                                                           | —          | 8× Gold8   | 15× Platin15   | —           | 5.250.000   | musikindustrie.de                                         |
| Europa (IFPI)                                                                                | —          | —          | 5× Platin5     | —           | (5.000.000) | ifpi.org (Memento vom 1. Januar 2014 im Internet Archive) |
| Finnland (IFPI)                                                                              | —          | Gold1      | —              | —           | 23.380      | ifpi.fi                                                   |
| Frankreich (SNEP)                                                                            | —          | —          | Platin1        | —           | 200.000     | snepmusique.com                                           |
| Griechenland (IFPI)                                                                          | —          | Gold1      | —              | —           | 7.500       | ifpi.gr                                                   |
| Irland (IRMA)                                                                                | —          | —          | 3× Platin3     | —           | 45.000      | irishcharts.ie                                            |
| Italien (FIMI)                                                                               | —          | 5× Gold5   | —              | —           | 417.000     | fimi.it                                                   |
| Kanada (MC)                                                                                  | —          | 3× Gold3   | 38× Platin38   | —           | 3.220.000   | musiccanada.com                                           |
| Mexiko (AMPROFON)                                                                            | —          | 3× Gold3   | 2× Platin2     | —           | 275.000     | amprofon.com.mx                                           |
| Neuseeland (RMNZ)                                                                            | —          | 4× Gold4   | 21× Platin21   | —           | 522.500     | aotearoamusiccharts.co.nz NZ2 NZ3                         |
| Niederlande (NVPI)                                                                           | —          | 2× Gold2   | Platin1        | —           | 150.000     | nvpi.nl                                                   |
| Norwegen (IFPI)                                                                              | —          | 3× Gold3   | 3× Platin3     | —           | 80.000      | ifpi.no                                                   |
| Österreich (IFPI)                                                                            | —          | —          | 2× Platin2     | —           | 60.000      | ifpi.at                                                   |
| Polen (ZPAV)                                                                                 | —          | 2× Gold2   | —              | Diamant1    | 120.000     | olis.pl                                                   |
| Portugal (AFP)                                                                               | —          | Gold1      | 4× Platin4     | —           | 83.000      | Einzelnachweise                                           |
| Rumänien (UFPR)                                                                              | —          | —          | 3× Platin3     | —           | 12.000      | Einzelnachweise                                           |
| Russland (NFPF)                                                                              | —          | —          | 7× Platin7     | —           | 140.000     | Einzelnachweise                                           |
| Schweden (IFPI)                                                                              | —          | 4× Gold4   | Platin1        | —           | 110.000     | sverigetopplistan.se                                      |
| Schweiz (IFPI)                                                                               | —          | 4× Gold4   | 10× Platin10   | —           | 375.000     | hitparade.ch                                              |
| Singapur (RIAS)                                                                              | —          | Gold1      | —              | —           | 5.000       | rias.org.sg                                               |
| Spanien (Promusicae)                                                                         | —          | 6× Gold6   | 4× Platin4     | —           | 250.000     | elportaldemusica.es ES2                                   |
| Südafrika (RISA)                                                                             | —          | —          | 2× Platin2     | —           | 100.000     | mi2n.com                                                  |
| Ungarn (MAHASZ)                                                                              | —          | —          | 2× Platin2     | —           | 12.000      | slagerlistak.hu                                           |
| Vereinigte Staaten (RIAA)                                                                    | —          | 3× Gold3   | 31× Platin31   | —           | 26.420.000  | riaa.com                                                  |
| Vereinigtes Königreich (BPI)                                                                 | 3× Silber3 | 2× Gold2   | 19× Platin19   | —           | 10.539.000  | bpi.co.uk                                                 |
| Insgesamt                                                                                    | 3× Silber3 | 68× Gold68 | 202× Platin202 | 3× Diamant3 |             |                                                           |